# Hawala
La ḥawāla (conosciuta anche come hundi) è un sistema informale di trasferimento di valori basato sulle prestazioni e sull'onore di una vasta rete di mediatori, localizzati principalmente in Medio Oriente, Nord Africa, nel Corno d'Africa ed in Asia meridionale.

## Origini
La ḥawāla trae le sue origini dalla legge islamica tradizionale, ed è già menzionata nella giurisprudenza islamica dell'ottavo secolo. Più tardi la ḥawāla medesima ha influenzato lo sviluppo del contratto di agenzia nel common law, dell'aval nel diritto civile francese e dell'avallo nella legge italiana. Il trasferimento del debito, che era "non permesso nel diritto romano, ma divenne molto praticato nell'Europa medioevale, in particolare nelle transazioni commerciali", divenne permesso in ragione della gran mole di "transazioni condotte dalle città italiane con il mondo musulmano nel Medioevo". Il contratto di agenzia era sconosciuto al diritto romano, per cui nessun individuo poteva stipulare contratti vincolanti attraverso un proprio agente. Nel diritto romano, "l'imprenditore in quanto tale era considerato parte del contratto ed occorreva un secondo contratto, tra l'agente e lo stesso imprenditore, onde trasferire a quest'ultimo i diritti e le obbligazioni derivanti dal contratto". D'altro canto, la legge islamica ed il successivo common law "non hanno avuto difficoltà nell'accettare il contratto di agenzia come un istituto nel settore dei contratti e delle obbligazioni in generale".
Si ritiene che la ḥawāla sia sorta per finanziare il commercio a lunga distanza nei principali centri di commercio emergenti nei primi anni del Medioevo. In Asia meridionale, sembra essersi sviluppata come vero e proprio strumento di mercato monetario, venendo rimpiazzato solo nel ventesimo secolo dai formali strumenti del sistema bancario. Oggi, la ḥawāla è probabilmente usata soprattutto per le rimesse degli immigrati ai loro paesi d'origine.

## Come funziona laḥawāla
In varie varianti di base della ḥawāla, il denaro viene trasferito attraverso una rete di mediatori ḥawāla, o ḥawāladar. Un cliente avvicina un broker ḥawāla in una città e gli consegna una somma da trasferire ad un destinatario che si trova in un'altra città, di solito straniera. Il broker ḥawāla chiama un suo omologo presente nella città del destinatario, dà delle disposizioni sui fondi (di solito, sottraendo una piccola commissione), e promette di saldare il debito in una data successiva.
La caratteristica unica del sistema è che tra i broker non vengono scambiati strumenti cambiari; le transazioni sono basate unicamente sull'onore. Dato che il sistema non dipende dall'applicabilità giuridica dei crediti, lo stesso può funzionare anche in assenza di un sistema legale e giuridico. Sono prodotte informali registrazioni delle transazioni individuali, ed è tenuto un conteggio dell'importo dovuto da un broker ad un altro. Il pagamento del debito tra i broker può assumere diverse forme, non dovendo assumere necessariamente la forma di operazioni di cassa dirette.
In aggiunta alle commissioni, i profitti dei mediatori ḥawāla sono basati anche sul fatto che gli stessi bypassano i tassi ufficiali di cambio. Generalmente, i fondi entrano nel sistema con la valuta del paese di origine, e lo lasciano nella valuta del paese del destinatario. Così come i pagamenti avvengono senza alcuna operazione in valuta estera, per cui possono essere effettuati a tassi diversi dal cambio ufficiale.
La ḥawāla è interessante per i clienti perché offre un trasferimento rapido e conveniente di fondi, di solito con una commissione di gran lunga inferiore a quella praticata dalle banche. I suoi vantaggi sono più evidenti quando il paese ricevente applica regolamenti distorsivi del tasso di cambio (com'è il caso di tipici paesi d'accoglienza, quali l'Egitto e il Pakistan) o quando il sistema bancario del paese di destinazione è meno complesso (ad esempio a causa delle differenze nella legge in Afghanistan, Yemen, Somalia).
Inoltre, in alcune parti del mondo è l'unica opzione per il legittimo trasferimento dei fondi, ed è stato utilizzato anche da organizzazioni umanitarie in aree in cui è l'istituto che assicura il miglior funzionamento.
Per di più, i trasferimenti sono informali, e non regolamentati efficacemente dai governi, il che è un grande vantaggio per i clienti alle prese con tasse, controlli valutari, immigrazione e altre preoccupazioni. In alcuni paesi, le ḥawāla sono attualmente regolamentate dai governi e i ḥawāladar sono autorizzati a svolgere i loro servizi di intermediazione di denaro.

## Hundi(cambiali)
Su basi simili, gli hundi erano strumenti legali finanziari che si sono evoluti nel subcontinente indiano. Questi sono stati utilizzati in operazioni commerciali e di credito, o come strumenti di rimessa ai fini del trasferimento di fondi da un luogo all'altro. Durante il Raj britannico, questi hundi erano utilizzati come traveler's cheque.  Sono stati utilizzati anche come strumenti di credito per i prestiti e come cambiali per le transazioni commerciali.
Tecnicamente, un hundi è un ordine incondizionato per iscritto fatto da una persona che ha dato ordine ad un'altra persona di pagare una certa somma ad un terzo indicato nell'ordine. Essendo parte di un sistema informale, attualmente gli hundi sono privi di valore giuridico e non sono coperti dal Negotiable Instruments Act 1881. Sono frequentemente utilizzati come assegni da banchieri indigeni.

### Angadia
La parola angadia significa "corriere" (in lingua hindi) ma è anche usata per le persone che agiscono come ḥawāladar all'interno del paese (India). Queste persone agiscono per lo più come sistema bancario parallelo per uomini d'affari. Essi fanno pagare una commissione di circa lo 0,2/0,5% a transazione di trasferimento di denaro da una città all'altra.

## Ḥawāladopo l'11 settembre 2001
La ḥawāla è stato reso illegale in alcuni stati degli USA ed in altri paesi in quanto è visto come una forma di riciclaggio di denaro e può essere usato per trasferire denaro in modo anonimo. Ad ogni modo, continua ad essere un sistema legale ed effettivo in molti altri paesi del mondo.
Dopo gli attacchi terroristici dell'11 settembre 2001, il governo americano sospettò che alcuni broker ḥawāla potevano aver aiutato le organizzazioni terroristiche a trasferire denaro per finanziare le loro attività. Il Report della Commissione sull'11/9 ha confermato che la maggior parte dei fondi utilizzati per finanziare l'assalto non sono stati inviati attraverso il sistema ḥawāla ma da un bonifico bancario tra banche ad una SunTrust Banca in Florida, dove due cospiratori avevano aperto un conto personale. Tuttavia, a causa di intense pressioni da parte delle autorità americane, sono in corso sforzi diffusi per introdurre sistematicamente iniziative anti-riciclaggio su scala globale, essendo questo il modo migliore per frenare l'attività di coloro che finanziano il terrorismo e di chi è impegnato nel riciclaggio dei profitti derivanti dallo spaccio di stupefacenti.
Se queste iniziative avranno l'effetto desiderato, è ancora da vedere; tuttavia, un certo numero di reti ḥawāla è stato chiuso e vari ḥawāladar sono stati perseguiti con successo per il riciclaggio di denaro; questo è un piccolo segno che queste azioni hanno portato le autorità ad avvicinarsi all'individuazione ed al successivo arresto di un numero significativo di terroristi o di trafficanti di droga..Gli esperti sottolineano, però, che la stragrande maggioranza di coloro che utilizzano queste reti informali lo fa per scopi leciti.
Nel novembre 2001, l'amministrazione Bush ha congelato i beni di Al-Barakat, una compagnia somala ḥawāla di rimesse utilizzata principalmente dei profughi somali. Inizialmente, molti suoi agenti sono stati arrestati in diversi paesi, anche se successivamente sono stati rilasciati poiché contro di loro non è emersa alcuna prova concreta. Nell'agosto 2006 gli ultimi rappresentanti di Al-Barakat inclusi nella cd. lista dei terroristi, ne sono stati espunti, anche se alcuni beni restano congelati. Nell'ottobre 2009, il ramo svedese di Al-Barakat è stato rimosso dalla lista delle organizzazioni terroristiche tenuta dall'ONU, lista nella quale la società era presente negli otto anni precedenti, con il relativo conto bancario congelato. Secondo l'emittente radiofonica pubblica svedese SR, l'ONU non ha spiegato le motivazioni per le quali Al-Barakat è stata esclusa dalla lista suddetta. Tuttavia, si ritiene che ciò possa essere dipeso dal cambio di posizione dell'Unione Europea riguardo a varie organizzazioni  che sono state troppo facilmente inserite nella lista del terrore delle Nazioni Unite. Oggi Al-Bakarat può di nuovo utilizzare i suoi conti bancari.
Gli esperti ritengono che i pirati somali usino la ḥawāla per trasferire fondi a livello internazionale, ad esempio nel vicino Kenya, dove la corruzione è elevata e queste operazioni non sono tassate né registrate.
Il caso United States v. Banki, del 2010, ha affrontato la problematica relativa al fatto se le operazioni ḥawāla violassero le norme americane che sanzionano il commercio con l'Iran.
Nel gennaio 2010, l'ufficio di Kabul della New Ansari Exchange, la più grande compagnia afghana di trasferimento fondi attraverso la ḥawāla, è stata chiusa in seguito a un blitz della Sensitive Investigative Unit, la task force anti-corruzione nazionale, controllata e formata dalla Drug Enforcement Administration (DEA) statunitense, presumibilmente perché questa società potrebbe essere coinvolta nel riciclaggio di proventi illeciti derivanti dal commercio dell'oppio e nel trasferimento del denaro che i Talebani avrebbero “guadagnato” attraverso le estorsioni ed il traffico di stupefacenti. Sono stati sequestrati migliaia di documenti onde indagare sul movimento di miliardi di dollari sia all'interno, sia fuori l'Afghanistan. C'erano collegamenti tra i trasferimenti di denaro da questa compagnia e figure politiche e d'affari del paese, compresi parenti del Presidente Hamid Karzai. Nell'agosto 2010 Karzai prese il controllo della task force che aveva effettuato il blitz, e di un altro gruppo anti-corruzione di origine statunitense, la Major Crimes Task Force. Ha ordinato una commissione per rivedere i punteggi del passato ed attuali inchieste anti-corruzione. Alti ufficiali militari e civili americani hanno letto la mossa di Karzai come un tentativo di proteggere le persone a lui vicine, e, nel processo, di annullare l'indagine sulla New Ansari.
Il sistema ḥawāla è in Afghanistan anche strumentale nel fornire servizi finanziari per l'erogazione di aiuti di soccorso per l'emergenza e di aiuti umanitari e per lo sviluppo per la maggior parte delle ONG internazionali e domestiche, le organizzazioni di donatori e le agenzie di aiuto allo sviluppo.
Il 1º settembre 2010, il Financial Crimes Enforcement Network ha rilasciato una consulenza sui “Sistemi Informali di Trasferimento di Valore”.